# Walter Schuberth
Walter Schuberth (* 1. April 1950 in Straßdorf) ist ein ehemaliger deutscher Fußballspieler, der insgesamt 104 Spiele in der 2. Bundesliga Süd bestritt und dabei 20 Tore erzielte.

## Laufbahn
Seine ersten Schritte als Fußballer tätigte Schuberth in seinem Geburtsort als Spieler der Jugendabteilung des SV Straßdorf. Dort wurde der Nachbarverein SV Schwarzenbach/Wald auf den jungen Schuberth aufmerksam und verpflichtete ihn für die Bezirksliga-Mannschaft des oberfränkischen Vereines. Schuberth führte sich prächtig beim SV Schwarzenbach/Wald ein und wurde in allen seinen 3 Spielzeiten im Verein Torschützenkönig mit jeweils über 30 Treffern.
Bald wurde Schuberth zur Bundeswehr nach Bayreuth einberufen und spielte in der Auswahlmannschaft der „Jäger des Bataillon 102“ zusammen mit regionalen Bekanntheiten wie Walter Pradt oder Wolfgang Breuer. Die „Bayreuther Jäger“ waren – auch dank Schuberth – zu dieser Zeit sehr erfolgreich und so machte Schuberth größere Vereine wie den FC Bayern Hof, den 1. FC Schweinfurt 05 oder den 1. FC Nürnberg auf sich aufmerksam. Schlussendlich war es der TSV 1860 München in Person von Trainer Hans Tilkowski, der nach einer Niederlage in einem Testspiel gegen die „Bayreuther Jäger“ auf Schuberth zukam und diesen kurz darauf für die Saison 1972/73 verpflichtete.
Insgesamt vier Jahre blieb „Wanze“ Schuberth – wie er bei 1860 genannt wurde – den „Löwen“ treu und absolvierte in dieser Zeit 84 Ligaspiele für den Verein. Es dauerte allerdings bis zu seiner zweiten Spielzeit bei 1860, ehe sich Schuberth im erweiterten Kreis der Stammelf festbeißen konnte und regelmäßig zu seinen Einsätzen kam. So stand Schuberth auch am 15. August 1973 auf dem Platz als mindestens 80.000 Zuschauer einem 1:1 gegen Helmut Hallers FC Augsburg beiwohnten und so für einen Besucherrekord im Münchner Olympiastadion sorgten. Während seiner Zeit in München scheiterte 1860 unter Trainern wie Elek Schwartz, Rudi Gutendorf oder Max Merkel immer wieder knapp am Aufstieg in die Fußball-Bundesliga und rangierte im Endklassement stets zwischen Platz drei und fünf. Der ersehnte Aufstieg sollte erst in der Saison 1976/77 unter Heinz Lucas gelingen, zu dieser Zeit war Schuberth allerdings schon zum rheinhessischen Verein VfR Wormatia Worms gewechselt.
Dort feierte Schuberth seinerseits einen Aufstieg in der Saison 1976/77 und zwar den von der Amateurliga Südwest in die 2. Bundesliga Süd. Mit 10 Treffern in 26 Spielen war Schuberth in seiner Premierensaison bei der Wormatia direkt ein wichtiger Faktor im Aufstiegskampf. In der der regulären Saison folgenden Aufstiegsrunde, TuS Neuendorf und Borussia Neunkirchen waren die Gegner, absolvierte Schuberth alle 4 Partien und erzielte den wichtigen Ausgleichstreffer zum Endstand von 1:1 im vorletzten Spiel bei TuS Neuendorf. Wormatia Worms etablierte sich mit Schuberth als Stammspieler in der 2. Bundesliga Süd und kämpfte in der Saison 1978/79 sogar um den Aufstieg in die Fußball-Bundesliga. In der Winterpause wechselten allerdings – unter anderem aufgrund finanzieller Probleme im Zuge der „Heyn-Affäre“ – Eckhard Krautzun, Niels Poulsen und Thomas Zander zum TSV 1860 München, was den Aufstiegshoffnungen der Wormser einen herben Dämpfer versetzte. Auch Schuberth hielt es nicht mehr lange in Worms. Noch während der Saison 1978/79 wechselte er in die North American Soccer League zu Houston Hurricane, nachdem er vorher Angebote aus England und Spanien ausgeschlagen hatte.
In den USA hießen die Gegenspieler dann unter anderem Franz Beckenbauer oder Pelé und auch Houstons Team war gespickt mit Legionären. So spielte Schuberth zum Beispiel mit dem Finnen Kai Haaskivi, dem Jugoslawen Nino Zec, dem Argentinier Eduardo Marasco und seinem Landsmann Horst Bertl zusammen. Schuberth brauchte keine lange Eingewöhnungszeit in Texas und war direkt ein wichtiger Bestandteil im Mittelfeld des Teams. In seiner Premierensaison brachte er es auf fünf Tore und elf Vorlagen bei 27 Einsätzen, was ihm den Titel des besten Mittelfeldspielers Texas einbrachte. Houston Hurricane erreichte in dieser Saison die Play-offs um die amerikanische Meisterschaft, scheiterte aber in der ersten Runde an Philadelphia Fury. Schuberths Zeit in den USA war allerdings auch durch immer wieder auftretende Knieverletzungen geprägt. Der zweite Kreuzbandriss veranlasste den Straßdorfer dann schließlich dazu, seine Zelte in Texas abzubrechen und in seine bayrische Heimat zurückzukehren.
Dort ließ er seine Karriere zuerst als Spieler beim VfB Coburg und dann als Spielertrainer bei verschiedenen unterklassigen Vereinen ausklingen. Nach diversen Trainerstationen im Amateurbereich und einer mehrjährigen Pause, wurde Schuberth als Teil eines Trainerduos für die Saison 2011/12 beim DVV Coburg präsentiert. Darüber hinaus ist Schuberth schon seit Jahren als Schiedsrichter im Amateurbereich tätig.